# Листвянка (Цілинний округ)
Листвя́нка (рос. Листвянка) — присілок у складі Цілинного округу Курганської області, Росія.
Населення — 216 осіб (2010, 306 у 2002).
Національний склад станом на 2002 рік:
- росіяни — 90 %